# Futsal klub Dobovec
Il Futsal klub Dobovec è una squadra slovena di calcio a 5 con sede a Rogatec.

## Storia
La società è stata fondata nell'aprile del 1978 come "Klub malega nogometa Dobovec" nell'omonima località di Rogatec; nel 2016 ha modificato la propria denominazione in "Futsal klub Dobovec". Dopo sette stagioni, nell'estate del 2024 la società si separa dall'allenatore croato Kujtim Morina, artefice del ciclo di successi della squadra: sotto la sua gestione, il Dobovec vinse sei campionati sloveni e sette coppe nazionali.

## Palmarès
- Campionato sloveno: 7

2014-15, 2017-18, 2018-19, 2020-21, 2021-22, 2022-23, 2023-24
- Coppa di Slovenia: 8

2017-18, 2018-19, 2019-20, 2020-21, 2021-22, 2022-23, 2023-24, 2024-25
- Supercoppa della Slovenia: 2

2015, 2018